# Gao Yulan
Gao Yulan, född den 3 oktober 1982 i Ruichang i Kina, är en kinesisk roddare.
Hon tog OS-silver i tvåa utan styrman i samband med de olympiska roddtävlingarna 2008 i Peking.